# Erdőhorváti
Erdőhorváti is een plaats (község) en gemeente in het Hongaarse comitaat Borsod-Abaúj-Zemplén. Erdőhorváti telt 650 inwoners (2001).